# Genmaicha
Genmaicha (jap. 玄米茶) - nazwa rodzaju zielonej herbaty japońskiej, sporządzanej w połączeniu z prażonym ryżem brązowym.
Ze względu na zawartość prażonego ryżu, nazywana bywa również "popcorn tea", zwłaszcza że część ziaren ryżu podczas prażenia pęka. Pierwotnie herbata ta była spożywana przez ubogie warstwy społeczeństwa, a ryż stanowił składnik dodawany w celu obniżenia ceny herbaty. Obecnie genmaicha stanowi jeden z rodzajów japońskiej herbaty spożywanej przez wszystkich.
Przyrządzanie genmaicha odbywa się, podobnie jak innych japońskich zielonych herbat, poprzez zalanie wodą o temperaturze ok. 80-85 °C i parzeniu ok. 3-5 minut.
Genmaicha spotykana jest również z dodatkiem sproszkowanej zielonej herbaty matcha.